# Конькобежный спорт на зимних Олимпийских играх 1994 — 500 метров (мужчины)

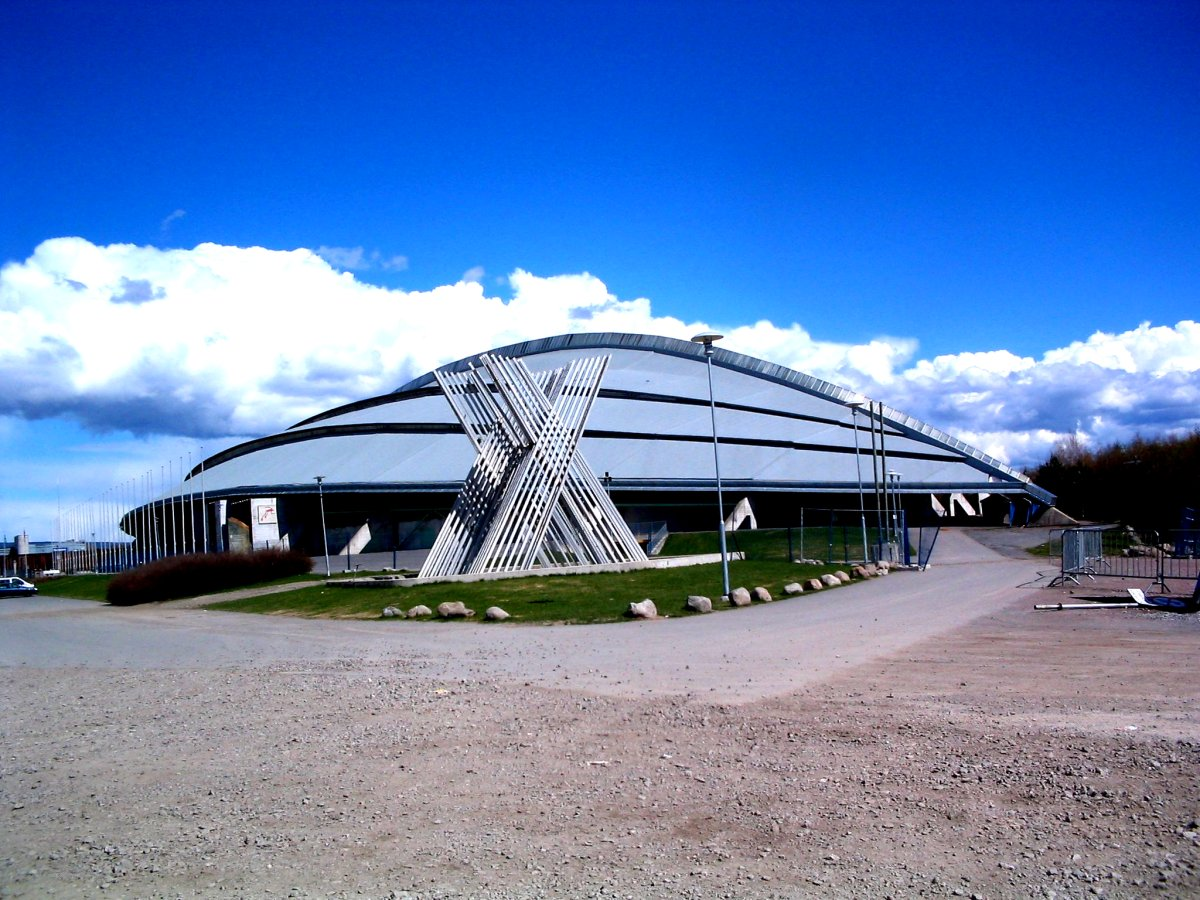
Vikingskipet (Корабль викингов) в Хамаре, где соревновались конькобежцы на Играх 1994 года

Соревнования по конькобежному спорту среди мужчин на дистанции 500 метров на зимних Олимпийских играх 1994 года прошли 14 февраля в Олимпийском зале Хамара, также известном как Vikingskipet (Корабль викингов), построенном специально для Игр 1994 года. Был разыгран второй комплект наград в конькобежной программе: накануне, 13 февраля, мужчины уже выявили сильнейшего на дистанции 5000 метров. В соревнованиях на 500 метрах приняли участие 40 спортсменов.
Олимпийский чемпион 1988 и 1992 годов на этой дистанции немец Уве-Йенс Май не выступал, так как завершил карьеру. В его отсутствие фаворитом считался 28-летний американец Дэн Дженсен. Дженсен на 500 метрах был 4-м в 1984 году на Олимпиаде в Сараево, упал в 1988 году в Калгари и вновь занял 4-е место в 1992 году в Альбервиле. В декабре 1993 года, за 2 месяца до Олимпиады, Дженсен там же в Хамаре установил новый мировой рекорд — 35,92 сек, став первым человеком в истории, пробежавшим на коньках эту дистанцию быстрее 36 секунд. За несколько недель до Игр 1994 года Дженсен выиграл чемпионат мира по спринтерскому многоборью, победив в том числе и на дистанции 500 метров. В качестве основных конкурентов американца рассматривались россиянин Сергей Клевченя, японец Ясунори Миябэ и давний соперник Дженсена белорус Игорь Железовский.
Дженсен бежал во второй паре с канадцем Шоном Айрлендом и стартовал по внутренней дорожке, что означало небольшое преимущество в связи с финишем по внешней. Дженсен неудачно прошёл дистанцию, коснувшись рукой льда в последнем повороте и показав лишь 36,68 сек, что на 0,14 сек было хуже результата китайца Лю Хунбо. Дженсен вновь простился с надеждой выиграть олимпийское золото. 21-летний японец Манабу Хории на 0,01 сек улучшил результат китайца и захватил лидерство. Затем на лёд вышел Клевченя и установил новый олимпийский рекорд — 36,39 сек. Никто не мог улучшить результат россиянина, один из фаворитов японец Миябэ пробежал даже медленнее Дженсена, Железовский проиграл Миябэ 0,01 сек. Наконец, на лёд в паре с норвежцем Грунде Ньёсом вышел 21-летний россиянин Александр Голубев, бывший 7-м на этой дистанции 2 годами ранее на Играх в Альбервиле. Голубев был известен своим стремительным стартом, но затем зачастую его скорость значительно падала. Александр и на этот раз блестяще стартовал по внутренней дорожке — 9,58 сек на первых 100 метрах, у показавшего в итоге второй результат на разгоне японца Хироясу Симидзу Голубев выиграл 0,21 сек, а у Клевчени — 0,29 сек. По ходу круга скорость Голубева действительно начала падать, однако он всё же сумел на финише превзойти время Клевчени на 0,06 сек — 36,33. В дальнейшем никто не сумел приблизиться к результатам Голубева и Клевчени.
Россияне сделали победный «дубль» на 500-метровке, а золото Голубева стало не только первым в истории российского конькобежного спорта на Олимпийских играх, но и вообще первым в истории независимой России как на зимних, так и на летних Олимпиадах (если не учитывать победу фигуриста Николая Панина-Коломенкина, выступавшего под флагом Российской империи на летних Олимпийских играх 1908 года). Золото Голубева остаётся единственным для России в мужском конькобежном спорте на Олимпийских играх.

## Медалисты
| Золото                   | Серебро                | Бронза              |
| Александр Голубев Россия | Сергей Клевченя Россия | Манабу Хории Япония |

## Результаты

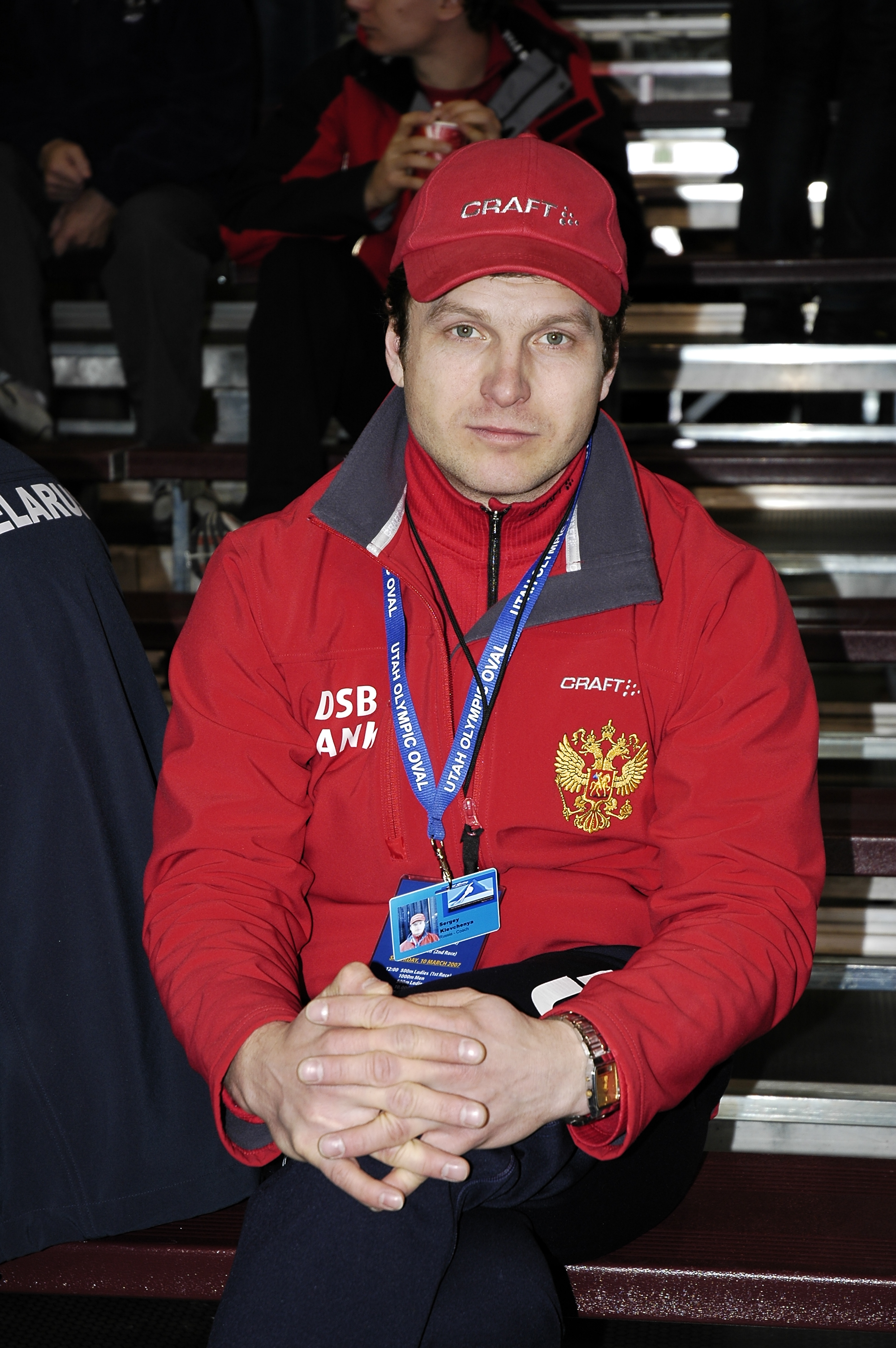
Сергей Клевченя выиграл серебро (фото 2007 года)

| Место | Спортсмен                  | Время    | Отставание |
| ----- | -------------------------- | -------- | ---------- |
| 1     | Александр Голубев (RUS)    | 36,33 OR | 0,00       |
| 2     | Сергей Клевченя (RUS)      | 36,39    | +0,06      |
| 3     | Манабу Хории (JPN)         | 36,53    | +0,20      |
| 4     | Лю Хунбо (CHN)             | 36,54    | +0,21      |
| 5     | Хироясу Симидзу (JPN)      | 36,60    | +0,27      |
| 6     | Дзюнъити Иноуэ (JPN)       | 36,63    | +0,30      |
| 7     | Грунде Ньёс (NOR)          | 36,66    | +0,33      |
| 8     | Дэн Дженсен (USA)          | 36,68    | +0,35      |
| 9     | Ясунори Миябэ (JPN)        | 36,72    | +0,39      |
| 10    | Игорь Железовский (BLR)    | 36,73    | +0,40      |
| 11    | Сильвен Бушар (CAN)        | 37,01    | +0,68      |
| 12    | Пэт Келли (CAN)            | 37,07    | +0,74      |
| 12    | Вадим Шакшакбаев (KAZ)     | 37,07    | +0,74      |
| 14    | Ким Юн Ман (KOR)           | 37,10    | +0,77      |
| 15    | Михаил Вострокнутов (RUS)  | 37,15    | +0,82      |
| 16    | Андрей Бахвалов (RUS)      | 37,24    | +0,91      |
| 17    | Шон Айрленд (CAN)          | 37,30    | +0,97      |
| 18    | Петер Адеберг (GER)        | 37,35    | +1,02      |
| 19    | Дэйв Крукшенк (USA)        | 37,37    | +1,04      |
| 20    | Нэйт Миллс (USA)           | 37,41    | +1,08      |
| 21    | Герард ван Велде (NED)     | 37,45    | +1,12      |
| 22    | Роланд Бруннер (AUT)       | 37,47    | +1,14      |
| 23    | Олег Костромитин (UKR)     | 37,50    | +1,17      |
| 24    | Ари Луф (NED)              | 37,52    | +1,19      |
| 25    | Ханс Маркстрём (SWE)       | 37,53    | +1,20      |
| 26    | Майк Айрленд (CAN)         | 37,67    | +1,34      |
| 27    | Дэйв Бестемен (USA)        | 37,68    | +1,35      |
| 28    | Ларс Функе (GER)           | 37,80    | +1,47      |
| 29    | Алессандро Де Таддеи (ITA) | 37,87    | +1,54      |
| 30    | Жегал Сён Рюль (KOR)       | 37,90    | +1,57      |
| 31    | Нико ван дер Влис (NED)    | 37,94    | +1,61      |
| 32    | Давиде Карта (ITA)         | 37,98    | +1,65      |
| 33    | Владимир Клепинин (KAZ)    | 38,09    | +1,76      |
| 34    | Магнус Энфельдт (SWE)      | 38,10    | +1,77      |
| 34    | Ли Джэ Сик (KOR)           | 38,10    | +1,77      |
| 36    | Ли Гю Хёк (KOR)            | 38,13    | +1,80      |
| 37    | Арьян Шрёдер (NED)         | 38,33    | +2,00      |
| 38    | Жолт Бало (ROU)            | 38,56    | +2,23      |
| 39    | Михаэль Шпильман (GER)     | 38,58    | +2,25      |
| —     | Рогер Стрём (NOR)          | DNF      |            |